# 淮化集团 (行政区划)
淮化集团，是中华人民共和国江苏省淮安市盱眙县下辖的一个类似乡级单位。

## 行政区划
下辖以下地区：
淮化集团虚拟社区。